# Réservoir La Grande 3
Pour les articles homonymes, voir Outarde.
Le réservoir La Grande 3 est un plan d'eau douce de la municipalité de Eeyou Istchee Baie-James, dans la région administrative Nord-du-Québec, au Québec, au Canada. Ses eaux sont retenues par le barrage de la centrale La Grande-3.

## Géographie
Ce réservoir d'eau de baie James s'étend sur 2 420 kilomètres carrés. Sa réserve utile de 25 200 hm cubes est contenue en amont du barrage du même nom sur le parcours de la Grande Rivière. Il se situe en aval du Réservoir La Grande 4.

## Toponymie
Le toponyme réservoir La Grande 3 a été officialisé le 11 avril 2001 à la Banque des noms de lieux de la Commission de toponymie du Québec.